# 신의 손 (2021년 영화)
"신의 손"(이탈리아어: È stata la mano di Dio)은 2021년 개봉한 이탈리아의 드라마 영화이다. 파올로 소렌티노가 감독과 각본을 맡았다. 2021 베네치아 영화제 심사위원대상 수상작이자 황금사자상 경쟁후보작이다. 제94회 아카데미상(2022년) 국제영화상 부문 후보에 올랐다.

## 출연진
- 필리포 스코티 - 파비에토 시사
- 토니 세르빌로 - 사베리오 시사
- 테레사 사포난젤로 - 마리아 시사
- 루이사 라니에리 - 파트리치아
- 마시밀리아노 갈로 - 프랑코
- 레나토 카르펜티에리 - 알프레도
- 마를론 주베르트 - 마르키노 시사
- 베티 페드라치 - 포칼레 남작부인
- 비아조 만나 - 아르만도
- 치로 카파노 - 카푸아노
- 엔초 데카로 - 산젠나로
- 리노 무셀라 - 마리에티엘로
- 로베르토 올리베리 - 마우리치오